# Тоотс, Райво Рейнович
Райво Рейнович Тоотс (эст. Raivo Toots; 5 июля 1927, Йыгева — 30 декабря 2015, Таллин) — советский медик. Герой Социалистического Труда (1978).

## Биография
Райво Тоотс родился в эстонском посёлке Йыгева (сейчас город в уезде Йыгевамаа).
В 1952 году окончил медицинский факультет Тартуского университета.
Работал в Пярнуской городской больнице, где заведовал терапевтическим отделением. Специализировался на микрохирургии сосудов. 
По итогам восьмой пятилетки за высокие трудовые достижения был награждён орденом Трудового Красного Знамени.
В 1970—1974 годах был депутатом Верховного Совета СССР 8-го созыва от Эстонского Совета национальностей.
23 октября 1978 года Указом Президиума Верховного Совета СССР за большие заслуги в развитии народного здравоохранения был удостоен звания Героя Социалистического Труда с вручением ордена Ленина и золотой медали «Серп и Молот».
В дальнейшем был начальником лечебно-профилактического управления Министерства здравоохранения Эстонской ССР.
Жил в Таллине.
Умер 30 декабря 2015 года. Похоронен в Пярну на Лесном кладбище.
Награждён медалями, в том числе «За трудовую доблесть» (2 декабря 1966). Заслуженный врач Эстонской ССР (1972).